# Peter Nieder
Peter Nieder (* 1947) ist ein deutscher Wirtschaftswissenschaftler und Organisationsberater.

## Leben
Nieder wurde 1974 an der Wirtschafts- und Sozialwissenschaftlichen Fakultät der Friedrich-Alexander-Universität Erlangen-Nürnberg mit der Dissertation Führungsverhalten und Leistung. Ein Beitrag zur verhaltenstheoretischen Soziologie zum Dr. rer. pol. promoviert. Er habilitierte sich an der Bergischen Universität Wuppertal.
Danach lehrte er Personal und Organisation an der Universität Bremen. Nieder war von 1995 bis 2002 Professor für Personalführung an der Helmut-Schmidt-Universität der Bundeswehr in Hamburg. Dort leitete er das Institut für Personalmanagement.
Er ist Gründer der Organisationsberatung IMAR und Mitglied von SCOPAR HEALTH.

## Schriften (Auswahl)

### Monografien
- mit Christian Naase: Führungsverhalten und Leistung. Stand der Forschung und Konsequenzen für die betriebswirtschaftliche Praxis (= Uni-Taschenbücher. 587). Haupt, Bern u. a. 1977, ISBN 3-258-02532-0.
- Die „gesunde“ Organisation? Ein Weg zu „mehr Gesundheit“. Wilfer, Spardorf 1984, ISBN 3-922919-32-4.
- Erfolg durch Vertrauen. Abschied vom Management des Mißtrauens. Gabler, Wiesbaden 1997, ISBN 3-409-18914-9.
- mit Uwe Brandenburg: Betriebliches Fehlzeiten-Management. Anwesenheit der Mitarbeiter erhöhen. Instrumente und Praxisbeispiele. Gabler, Wiesbaden 2003, ISBN 3-409-12278-8. (2. Auflage, 2009)
- mit  Silke Michalk: Erfolgsfaktor Work-Life-Balance. Wiley, Weinheim 2007, ISBN 978-3-527-50273-8.

### Herausgeberschaften
- Führungsverhalten im Unternehmen (= Wirtschafts- und sozialwissenschaftliche Studientexte. 4). Goldmann, München 1977, ISBN 3-442-78004-7.
- Fehlzeiten, ein Unternehmer- oder Arbeitnehmerproblem? Wege zur Reduzierung von Fehlzeiten. Haupt, Bern u. a. 1979, ISBN 3-258-02780-3.
- mit Britta Susen: Betriebliche Gesundheitsförderung. Konzepte und Erfahrungen bei der Realisierung. Haupt, Bern u. a. 1997, ISBN 3-258-05580-7.
- Fehlzeiten wirksam reduzieren. Konzepte, Maßnahmen, Praxisbeispiele. Gabler, Wiesbaden 1998, ISBN 3-409-18971-8.